# Sofie Lindberg
Sofie Lindberg, född 10 augusti 1963 i Malmö, är en svensk sångerska och skådespelare.

## Biografi
Lindberg är utbildad vid Konservatorium der Stadt Wien i Wien, Österrike. Lindberg har varit fast anställd på Malmö Opera och Musikteater (bland annat Leendets Land, Trollflöjten och Sound of Music). Sedan 1994 är hon frilans. Hon slog igenom som Eliza mot Jan Malmsjös Higgins i 168 utsålda föreställningar avMy Fair Lady på Nöjesteatern i Malmö 1995-96 med bland andra Maj Lindström, Stig Grybe, Gunnel Nilsson och Anders Aldgård. Hon var under många år Nöjesteaterns publikdragare i föreställningar som Can-Can, Sugar (I Hetaste Laget), Pippi Långstrump, Csardasfurstinnan, Klas Klättermus, Guys and Dolls med flera.
Hon sågs under flera somrar i Pildammsteaterns sommarfriluftsspel, bland annat Kuta och kör och Hotelliggaren (Minister i klister).
Sofie Lindberg har fått Guldmasken två gånger, för Doris i Kuta och kör på Nöjesteatern och för Norma i musikalen Victor/Victoria av Blake Edwards, Henry Mancini och Lesley Bricusse på Oscarsteatern i Stockholm.
Hon har dubbat film, bland annat Mulan och Disneys Doug och filmat, exempelvis i Wallanderfilmen Bröderna. Hon har spelat Ulla i The Producers - Det våras för Hitler på Lorensbergsteatern i Göteborg och Slagthuset i Malmö; Klärchen i Vita Hästen på Riksteatern och Sally i Lorden från gränden på Fredriksdalsteatern i Helsingborg och Gunnebo slottsteater i Göteborg. 2016 regisserade hon "Klas Klättermus" på Nöjesteatern i Malmö. Spelåret 2017-18 spelade hon Baronessan i "The Sound of Music" på Nöjesteatern med bland andra Elisa Lindström; och sommaren 2018 på Gunnebo Slottsteater i "Kuta & Kör" med Allan Svensson, Ola Forssmed, Lars-Åke "Babsan" Wilhelmsson, Lotta Thorell, Hans Josefsson och Christian Åkesson.
2018 regisserade hon "Pelle Svanslös" på Skövde Stadsteater och året efter "Mästerdetektiven Blomkvist".
Sommaren 2021 spelade hon i "Professorns Dilemma" på Huseby Bruk. Hösten 2021 blev hon kritiker- och publikfavorit i den komiska rollen som Njegus i operetten "Glada Änkan" på Nöjesteatern i Malmö.
Sommaren 2022 spelade hon huvudrollen som Florence Stephens i "Skandalen på Huseby" på Huseby Bruk; en roll hon återkommer i sommaren 2023.
Sommaren 2023 spelar hon även husan Rut i Eva Rydbergs sista produktion "Två Man om en Änka" på Fredriksdalsteatern i Helsingborg.
Sofie Lindberg är sedan 1999 gift med regissören och teaterchefen Anders Aldgård och har tre barn.

## Filmografi
- 1996–1999 – Doug (TV-serie) – röst som Beebe Bluff
- 1998 – Lejonkungen II - Simbas skatt – övriga röster
- 1998 – Pocahontas 2: Resan till en annan värld – övriga röster
- 1998 – Mulan – övriga röster
- 1999 – Dougs första film – röst som Beebe Bluff
- 2000 – Vita Hästen – Klärchen Hinzelmann
- 2005 – Wallander – Bröderna – Caroline Wrangel

## Teater

### Roller (ej komplett)
| År   | Roll                         | Produktion                                                                       | Regi            | Teater               |
| ---- | ---------------------------- | -------------------------------------------------------------------------------- | --------------- | -------------------- |
| 1995 | Eliza Doolittle              | My Fair Lady George Bernard Shaw, Alan Jay Lerner och Frederick Loewe            | Claes Sylwander | Nöjesteatern         |
| 2003 | Norma Cassidy                | Victor/Victoria Blake Edwards, Leslie Bricusse, Henry Mancini och Frank Wildhorn | Anders Aldgård  | Oscarsteatern        |
| 2010 | Klärchen, professorns dotter | Vita Hästen Ralph Benatzky, Erik Charell och Hans Müller                         | Anders Aldgård  | Gunnebo slottsteater |
| 2011 | Klärchen, professorns dotter | Vita Hästen Ralph Benatzky, Erik Charell och Hans Müller                         | Anders Aldgård  | Riksteatern          |
| 2011 | Sally                        | Lorden från gränden L. Arthur Rose och Noel Gay                                  | Anders Aldgård  | Gunnebo slottsteater |
| 2012 | Klärchen, professorns dotter | Vita Hästen Ralph Benatzky, Erik Charell och Hans Müller                         | Anders Aldgård  | Nöjesteatern         |
| 2012 | Nicodemus m.fl.              | Mysteriet Myrna Vep Charles Ludlam                                               | Anders Aldgård  | Nöjesteatern         |